# Josep-Lluís Serrano Pentinat
Josep-Lluís Serrano Pentinat, né le 19 mars 1977 à Tivissa (Espagne), est un prélat catholique espagnol, évêque d'Urgell et co-prince d'Andorre depuis 2025.

## Biographie
Né le 19 mars 1977 à Tivissa, en Catalogne, dans la province de Tarragone, il entre au séminaire dans le diocèse de Tortosa où il suit ses études de théologie et de philosophie.

## Sacerdoce
Il est ordonné prêtre le 21 avril 2002 pour le diocèse de Tortosa. Il occupe ensuite diverses fonctions dans des paroisses du diocèse et au grand séminaire. 
Il étudie à Rome où il obtient une licence et un doctorat en théologie dogmatique de l'Université pontificale grégorienne. Il étudie ensuite à l'Académie pontificale ecclésiastique puis à l'Université pontificale du Latran où il est diplômé de droit canonique.
Il rejoint ensuite le service diplomatique du Vatican. Il est secrétaire de nonciature au Mozambique (en) de 2012 à 2016, au Nicaragua (en) de 2016 à 2017 et au Brésil (en) de 2017 à 2019. De 2019 à 2024, il est conseiller de nonciature au service de la Section pour les Affaires générales de la Secrétairerie d'État.

## Épiscopat
Le 12 juillet 2024, il est nommé évêque coadjuteur d'Urgell par le pape François. Il reçoit la consécration épiscopale le 21 septembre suivant des mains d'Edgar Peña Parra, substitut pour les affaires générales de la Secrétairerie d'État, assisté de Joan-Enric Vives i Sicília, archevêque-évêque d'Urgell et de Sergi Gordo Rodríguez (es), évêque de Tortosa.
Le 31 mai 2025, le pape Léon XIV accepte la démission de Joan-Enric Vives i Sicília pour raison d'âge. Son coadjuteur lui succède donc comme évêque d'Urgell et co-prince d'Andorre. Il partage ainsi ce titre avec le président de la République française Emmanuel Macron.